# Manhattan Solo
Pour plus de détails, voir Fiche technique et Distribution.
Manhattan Solo (Titre original : The Lonely Guy) est un film américain réalisé par Arthur Hiller, sorti en 1984.

## Synopsis
L'histoire d'un naïf romantique et d'un dépressif désabusé tentant de trouver la clé du véritable amour. À l'issue d'une rencontre inattendue, le premier va toucher du bout des doigts ce plus profond désir. Mais la route vers le bonheur va s'avérer sinueuse...

## Fiche technique
- Titre français : Manhattan Solo
- Titre original : The Lonely Guy
- Réalisation : Arthur Hiller
- Scénario : Ed. Weinberger & Stan Daniels, d'après le livre de Bruce Jay Friedman
- Musique : Jerry Goldsmith
- Photographie : Victor J. Kemper
- Montage : Raja Gosnell & William Reynolds
- Production : Arthur Hiller
- Société de production et de distribution : Universal Pictures
- Pays :  États-Unis
- Langue : Anglais
- Format : Couleur - Dolby - 35 mm - 1.85:1
- Genre : Comédie, Romance
- Durée : 87 min

## Distribution
- Steve Martin (VF : Michel Roux) : Larry Hubbard
- Charles Grodin (VF : Pierre Laurent) : Warren Evans
- Judith Ivey : Iris
- Steve Lawrence : Jack Fenwick
- Robyn Douglass : Danielle
- Merv Griffin : Lui-même
- Joyce Brothers : Elle-même
- Roger Robinson (VF : Georges Berthomieu) : Le superviseur des cartes de vœux
- Julie Payne (VF : Monique Thierry) : L'agent de location

## Anecdotes
- Troisième réalisation d'Arthur Hiller issue d'une adaptation de Neil Simon. Les deux autres étant Escapade à New York sorti en 1970 et Plaza Suite en 1971.
- Steve Martin et Charles Grodin se retrouveront un an plus tard dans le film Movers & Shakers.